# Řád Požehnané Panny Marie

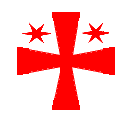
Symbol řádu - červený kříž s dvěma hvězdami na bílém poli.

Řád Požehnané Panny Marie ((Italsky: Frati della Beata Gloriosa Vergine Maria, latinsky: Ordo Militiæ Mariæ Gloriosæ), jinak též zvaný Řád Panny Mary z Věže či Řád rytířů Matky Boží byl vojenský rytířský řád založený papežem Urbanem IV. 23.12.1261 bulou Sol ille verus, která vyjádřila poslání a cíl řádu následovně: "Členové řádu mají povoleno nosit zbraň pro obranu katolické víry a svobody církve, pokud je tak výslovně požadováno katolickou církví. Pro potlačení občanských nepokojů mohou nosit pouze obranné zbraně, pokud to mají povoleno biskupem".
Řád převzal majetek parmského řádu Milice Ježíše Krista. Členy byli zejména italští aristokraté.
Řehole řádu byla založena na augustiniánské, ale po precedentu, stanoveném svatojakubskými rytíři, se členové řádu mohli ženit, nežili ve společenství a mohli vlastnit majetek. Jejich hlavní úkol byl zklidnit lombardská města, která trpěla stranickými spory. Vzhledem k příslušnosti řádu k církvi (a tedy jedné ze stran) byl tento cíl z větší části nesplněn. Řád měl i ženské příslušnice, zvané militissa. Řád byl rozpuštěn r. 1558 papežem Sixtem V., ale údajně přetrval v Boloni do r. 1589 a v Trevisu do r. 1737. Řádový oděv byl pomerančové barvy.
Řád měl jisté úspěchy v budování mostů mezi Guelfy a Ghibelliny. Dva zakládající členové (a první velmistři), ghibellin Loderingo degli Andalò, a guelf Catalano di Guido, převzali r. 1265 vládu v Boloni během období občanských bojů mezi oběma stranami. Méně úspěšní byli ve Florencii, kde r. 1266 převzali vládu na základě jmenování papežem Klementem IV. Florenťané je nenáviděli a Dante Alighieri jim oběma v Božské komedii vyhradil místo v osmém kruhu pekla. Další člen řádu Fra Alberigo byl Dantem umístěn do devátého kruhu pekla, vyhrazeného zrádcům, protože nechal zabít svého syna a bratrance.
Řád byl nechvalně známý pro nedodržování řehole a slibů a obdržel přezdívku fratres gaudentes (latinsky) nebo frati (cavalieri) gaudenti (italsky), což značí "žertovní bratři".